# Vallon
Vallon là một đô thị trong huyện Broye, thuộc bang Fribourg, Thụy Sĩ.